# 부안 채석강·적벽강 일원
부안 채석강·적벽강 일원(扶安 彩石江·赤壁江 一圓)은 대한민국 전북특별자치도 부안군 변산면 격포리에 있는 자연명승이다. 2004년 11월 17일 대한민국의 명승 제13호로 지정되었다.

## 개요
부안 채석강·적벽강 일원은 변산반도에서 서해바다 쪽으로 가장 많이 돌출된 지역으로 강한 파랑의 영향으로 형성된 곳이다. 높은 해식애 및 넓은 파식대, 수 만권의 책을 정연히 올려놓은 듯한 층리 등 해안지형의 자연미가 뛰어날 뿐만 아니라 파식대, 해식애, 해안단구 및 화산암류, 습곡 등은 과거 화산활동 연구의 기초 자료로서 가치가 높다. 이곳에 발달한 지층은 중생대 백악기에 형성된, 쇄설성 퇴적암과 화산 쇄설암으로 구성된 퇴적암 격포리층이다.
또한 다양한 암벽 및 상록활엽수의 식생이 형성되어 있고 천연기념물 제123호 ″부안 격포리 후박나무군락″이 있는 등 식생환경이 우수한 곳이다.
부안 채석강·적벽강 일원은 산림경관과 서해안 해안절경의 멋스러움을 동시에 즐길 수 있는 곳이며 수성당과 같은 민속적 요소와 과거 닭이봉에 설치되었던 봉화대와 같은 역사적 요소가 가치를 더욱 높여주고 있다.

### 채석강의 지질 (격포 분지)
격포 분지는 격포리를 중심으로 발달하는 대략 14 × 4 km2 크기의 작은 퇴적 분지이며 선캄브리아기의 편마암류(PPrgn)와 쥐라기의 화강암류, 쇄설성 퇴적암인 격포리층, 유문암 등으로 구성되어 있다.
- 격포리층(Kbg)은 백악기 퇴적 분지인 격포 분지를 충진하고 있는 쇄설성 퇴적암과 화산 쇄설암을 지칭한다. 이름 그대로 변산면 격포리의 서쪽 해안 지역에 분포하고 있으며, 격포리층의 서쪽과 북쪽은 각각 쥬라기 흑운모 화강암과 반상 화강암을, 남쪽은 하위 석포응회암을 부정합으로 피복하고 있다. 반상 화강암과의 경계부에는 동 화강암 역들로 구성된 거력질(최대 직경 약 3 m) 역암층이 관찰된다. 이 역암층은 주로 비조직상 역암으로 구성되어있으며, 부분적으로 희미한 층상 역암과 층상 사암이 협재되어 있다. 각 역암의 단위는 수 m 두께를 보여주고 있으며, 측방으로의 연속성을 불량하다. 역들은 잔자갈에서 거력까지 입도범위가 넓으며, 배열은 거의 관찰되지 않는다. 역암내에 협재되어 있는 사암은 약 0.2 m 두께를 가지며 쐐기상 또는 렌즈상을 보인다. 격포리층과 석포응회암과의 경계부에는 재동된 응회질 (역질) 사암층과 역암층이 관찰되며, 이들 내에는 판상층리 또는 사층리가 잘 발달해 있다. 상의 격포리층은 역암, 역질사암, 사암 그리고 암회색 이암 등으로 구성되어 있으며, 화산력응회암 및 응회각력암이 여러 층준에 협재되어 나타나기도 한다. 개개 층은 뚜렷한 상하부 경계를 가지고 횡적으로 잘 연장되어 나타난다. 퇴적층 내에는 역단층, 정단층 및 습곡 구조 등이 관찰된다.
  - 격포리에 위치한 해안 절벽 채석강이 바로 이 격포리층으로 이루어져 있다. 채석강은 변산반도에서 서해 바다 쪽으로 가장 많이 돌출된 지역으로 강한 파랑의 영향으로 형성된 곳이다. 이 일대에는 격포리층 지층 내에 단층 등 다양한 지질 구조가 발달하며, 높은 해식애 및 넓은 파식대, 수 만권의 책을 정연히 올려놓은 듯한 층리 등 해안 지형의 자연미가 뛰어날 뿐만 아니라 파식대, 해식애, 해안단구 및 화산암류, 습곡 등은 과거 화산활동 연구의 기초 자료로서 가치가 높다.
- 채석강에서 죽막동을 거쳐 반월 쪽으로 남-북 방향에서 서북서 방향으로 발달하는 해안선을 따라 가면 정단층, 역단층, 주향 이동 단층과 같은 여러 종류의 단층이 관찰된다.[1]
- 격포 여객 터미널 입구로 들어서면 닭이봉 남쪽 주차장에서 방파제 방향으로 다리가 있는 곳에서 약 30 m 떨어진 지점(북위 35°37' 22.1", 동경 126°28'11.5")에 오버스러스트 단층이 위치한다. 단층면이 거의 수평으로 놓여 있는 오버 스러스트 단층이 약 20 m 규모로 관찰 지점에 나타난다. 이 지점의 지질은 격포리층의 셰일층과 사질 셰일로 구성되어 있다.[2]
- 북위 35°37' 22.2", 동경 126°28' 09.6" 지점과 그 주변에는 층내(層內) 교란 구조가 나타난다. 이러한 층은 퇴적물이 고화된 뒤에 생성된 습곡 구조가 아니라, 고회되기 전 사태 등에 의해 형성된 것으로 해석된다. 상부에는 두께 9 m, 폭 30 m 정도의 사질 역암으로 구성된 퇴적암의 단면을 관찰할 수 있다. 주변에 발달하는 높이 30~50 m의 해식 절벽은 하부로부터 셰일, 역암, 사질/점토질 역암, 층내 교란 구조, 삼각주 로브, 역암층 순서로 지질이 나타난다.[2]
- 채석강 부근의 닭이봉 아래에는 격포리층에 해당하는 높이 30~50 m의 해식 절벽이 발달되어 있다. 그 밑에는 해식 동굴, 해식대(海蝕臺) 등이 나타나 있다. 해식 동굴은 해식 절벽에 약한 수직 절리가 있는 곳에 폭은 좁고 높이는 높게 형성되어 있다. 절리의 약한 부분이 파도에 의한 침식에 의해 해식 동굴이 만들어 졌으며 동굴의 폭은 2~3 m, 높이 4~5 m, 깊이 3~5 m 정도이다. 해식대는 채석강 전 지역에 넓게 분포하고 있다.[2]

## 참고 자료
- 부안 채석강·적벽강 일원 - 국가유산청 국가유산포털

1. ↑  “분지형성과 관련한 백악기 격포분지와 기저암 내 단층계”. 대한지질학회. 2011년 6월.
2. 1 2 3  “전북 부안군 채석강 일대의 야외지질 학습자료 개발 및 적용”. 한국지구과학회. 2007년.